# La Galatea
Pour les articles homonymes, voir Galatée.
La Galatea (traduit en français sous le nom de Galatée) est un roman pastoral de Miguel de Cervantes, publié en 1585 à Alcalá de Henares sous le titre de Primera parte de La Galatea, dividida en seis libros.

## Présentation

### Contexte
Cervantes commença probablement son écriture alors qu'il était captif à Alger, en décembre 1580. Le roman ne rencontra qu'un succès très limité à l'époque. Pourtant tout au long de son existence Cervantes le considéra comme son chef-d'œuvre ; il semble que l'écriture et la publication d'une deuxième partie lui tenaient beaucoup à cœur mais il mourut sans mener à terme ce projet.

### Résumé
Le livre met en scène deux pasteurs amoureux de Galatée alors que celle-ci préfère son indépendance.

### Analyse
L'œuvre est habituellement classée dans le roman pastoral, genre alors classique, bien que cette classification ait toutefois ses limites. Le livre permet une lecture à plusieurs niveaux et plusieurs trames s’enchevêtrent. Cette œuvre représente une étape importante pour ce genre initié au milieu du XVIe siècle par « Diane » de Jorge de Montemayor et par « Diane amoureuse » de Gaspard Gil Polo et dont Cervantes se serait inspiré,. Sous la forme du roman pastoral, cette œuvre narrative est un prétexte à une étude de la psychologie amoureuse.
Plusieurs années plus tard, dans le Colloque des chiens, Cervantes, anticipant la désuétude de ce genre, moque le roman pastoral : l'ambiance bucolique, le printemps éternel et les reproches d'un amant à une femme indifférente. La bibliothèque virtuelle Cervantes affirme cependant qu'il ne s'agit pas seulement d'une œuvre de jeunesse, mais qu'elle « exprime dans un mélange de prose et de vers intercalés, au travers de la recherche d'une impossible harmonie des âmes et des cœurs, le rêve de l'Age d'Or ».
Au début de la première partie de Don Quichotte, alors que plusieurs romans pastoraux de la bibliothèque d'Alonso Quichano sont jetés au feu, le curé Pere Perez et le barbier sauvent La Galatea et annoncent que Cervantes sortira bientôt une deuxième partie. Cervantes affirme à deux reprises vouloir donner une seconde partie à Galatée, dans Don Quichotte et dans Persilès et Sigismonde: 

« C’est la Galatée de Miguel de Cervantès, répondit le barbier.
- Il y a bien des années, reprit le curé, que ce Cervantès est un de mes amis, et je sais qu’il est plus versé dans la connaissance des infortunes que dans celle de la poésie. Son livre ne manque pas d’heureuse invention ; mais il propose et ne conclut rien. Attendons la seconde partie qu’il promet ; peut-être qu’en se corrigeant il obtiendra tout à fait la miséricorde qu’on lui refuse aujourd’hui. En attendant, seigneur compère, gardez-le reclus en votre logis. »

— Miguel de Cervantes, L'ingénieux hidalgo Don Quichotte de la Manche, chapitre VI